# Damian Łukasik
Damian Łukasik (ur. 26 lutego 1964 w Poniecu) – polski piłkarz, wielokrotny mistrz Polski i zdobywca Pucharu Polski w barwach Lecha Poznań, reprezentant kraju, trener piłkarski.

## Kariera piłkarska
Na boisku występował na pozycji obrońcy (stopera). Wychowanek Polonii Leszno (1979-1981), w latach 1981-1993 i 1996-1998 reprezentował barwy poznańskiego Lecha; z klubem tym zdobył cztery tytuły mistrza Polski (1983, 1984, 1990, 1993) i dwa Puchary Polski (1984, 1988), występował w europejskich rozgrywkach pucharowych. Łącznie zaliczył 245 spotkań w zespole Lecha (strzelił 14 bramek). Wystąpił w 27 meczach reprezentacji narodowej seniorów, grał także w młodszych zespołach narodowych. W latach 1993–1996 grał w lidze izraelskiej w zespole Hapoel Tel Awiw (64-2).

## Kariera trenerska
Po zakończeniu kariery piłkarskiej Łukasik próbuje sił jako trener, przez pewien czas był grającym asystentem trenera w Lechu.
31 maja 2012 roku objął stanowisko pierwszego trenera III-ligowego Górnika Konin, którego prowadził do lutego 2013 roku. Pod jego wodzą drużyna odniosła trzy zwycięstwa, poniosła jedenaście porażek oraz dwa mecze zremisowała. Od lipca 2013 roku prowadził także grającą w klasie okręgowej Spartę Konin, która wycofała się z rozgrywek po rundzie jesiennej.
21 października 2014 Łukasik został trenerem IV-ligowej Sparty Szamotuły, którą prowadził do kwietnia 2015 roku (opuścił klub z Szamotuł przed zakończeniem rozgrywek). 19 kwietnia 2015 roku został trenerem III-ligowej Drwęcy Nowe Miasto Lubawskie zastępując na tym stanowisku Piotra Zajączkowskiego, klub z Nowego Miasta Lubawskiego prowadził do sierpnia 2015 roku. Od 19 kwietnia do lipca 2016 roku trenował III-ligowy MKS Ełk. Po kilkumiesięcznej przygodzie związanej z klubem z Ełku, 18 października 2016 roku, po raz drugi w swojej karierze, objął klub Huragan Pobiedziska. Po zakończeniu sezonu 2016/17, 6 czerwca 2017 roku zakończył pracę w Pobiedziskach po ośmiu miesiącach pracy (5 zwycięstw, 5 remisów, 9 porażek).
W grudniu 2020 objął funkcję trenera IV-ligowego Lecha Rypin, którą pełnił do początku kwietnia 2021 roku, pod wodzą Łukasika Lech rozegrał zaledwie trzy spotkania ligowe, w których odniósł jedno zwycięstwo, jeden remis i jedną porażkę.
W połowie kwietnia 2021 roku Łukasik objął funkcję I trenera IV-ligowej Sparty Brodnica, którą prowadził do zakończenia sezonu 2020/21.

## Sukcesy
Zawodnicze
- Lech Poznań:
  - Mistrzostwo Polski (4): 1982/83, 1983/84, 1989/90, 1992/93
  - Puchar Polski (2): 1983/84, 1987/88